# Adventures in Wild California
Aventuras en la Salvaje California, Es un Documental Estadounidense de 70mm, que muestra el paisaje y los deportes extremos que se encuentran en California. Narrada en Inglés por el actor ganador de los Globos de Oro, Jimmy Smits, y Doblada al Español, por el cubano-estadounidense John Gres, fue exhibida en las salas de cine de Formato Imax el 3 de mayo del 2000.

## Sinopsis
La Película, es dirigida por el director y cineasta, Nominado a los Premios Oscar, Greg MacGillivray. La Cultura y Geografía de California, que la película asegura inspirar a la gente a correr riesgos, es el tema central del documental. Los deportes extremos como el paracaidismo y el surf son filmados con dramática caída libre y la fotografía submarina, mientras que ejemplos como la creación de un imperio del entretenimiento de Walt Disney basada en un "ratoncito", la construcción del puente Golden Gate durante la Gran Depresión, y la creación de alta tecnología de Silicon Valley, muestran la toma de riesgos que inspira California.